# Narøya
Narøya est une île norvégienne du comté de Hordaland appartenant administrativement à Austevoll.

## Description
Rocheuse et couverte d'arbres, elle s'étend sur environ 456 m de longueur pour une largeur approximative de 260 m.